# Кесария Арльская
Кесария Старшая (около 475 — 12 января 527) — сестра святого Кесария, митрополита Арльского.
Святая Кесария с юных лет была помещена в монастырь в Марселе, где воспитывалась. В 512 году она стала первой настоятельницей монастыря, основанного святым Кесарием в Арле. Он написал для этого Abbaye Saint-Césaire монастыря Regula sanctarum uirginum. Это правило также известно как правило святого Кесария.
Кесария умерла 12 января, вероятно, в 527 году, прослужив пятнадцать лет настоятельницей монастыря. Она похоронена в базилике Святой Марии, освященной 6 июня 524 года в ходе Собора, состоявшгося в Арле.
В Арле напоминает о святой только статуя, расположенная в церкви Сен-Сезер-Ле-неф: святая Кезария изображена стоящей, в монашеском одеянии, с макетом монастыря в левой руке. 